# Acidente aéreo do King Air F90 prefixo PS-FEM em 2025
Na manhã de 7 de fevereiro de 2025, um avião de pequeno porte do modelo King Air F90 caiu e explodiu na Barra Funda, um bairro da cidade de São Paulo. Dentro da aeronave, Márcio Louzada Carpena e Gustavo Carneiro Medeiros morreram na hora, seis pessoas ficaram feridas em solo e uma outra pessoa teve uma crise de ansiedade, e foi levada ao hospital. As circunstâncias do desastre ainda estão sendo investigadas pela polícia e pelo Cenipa.

## Contexto

### Aeronave

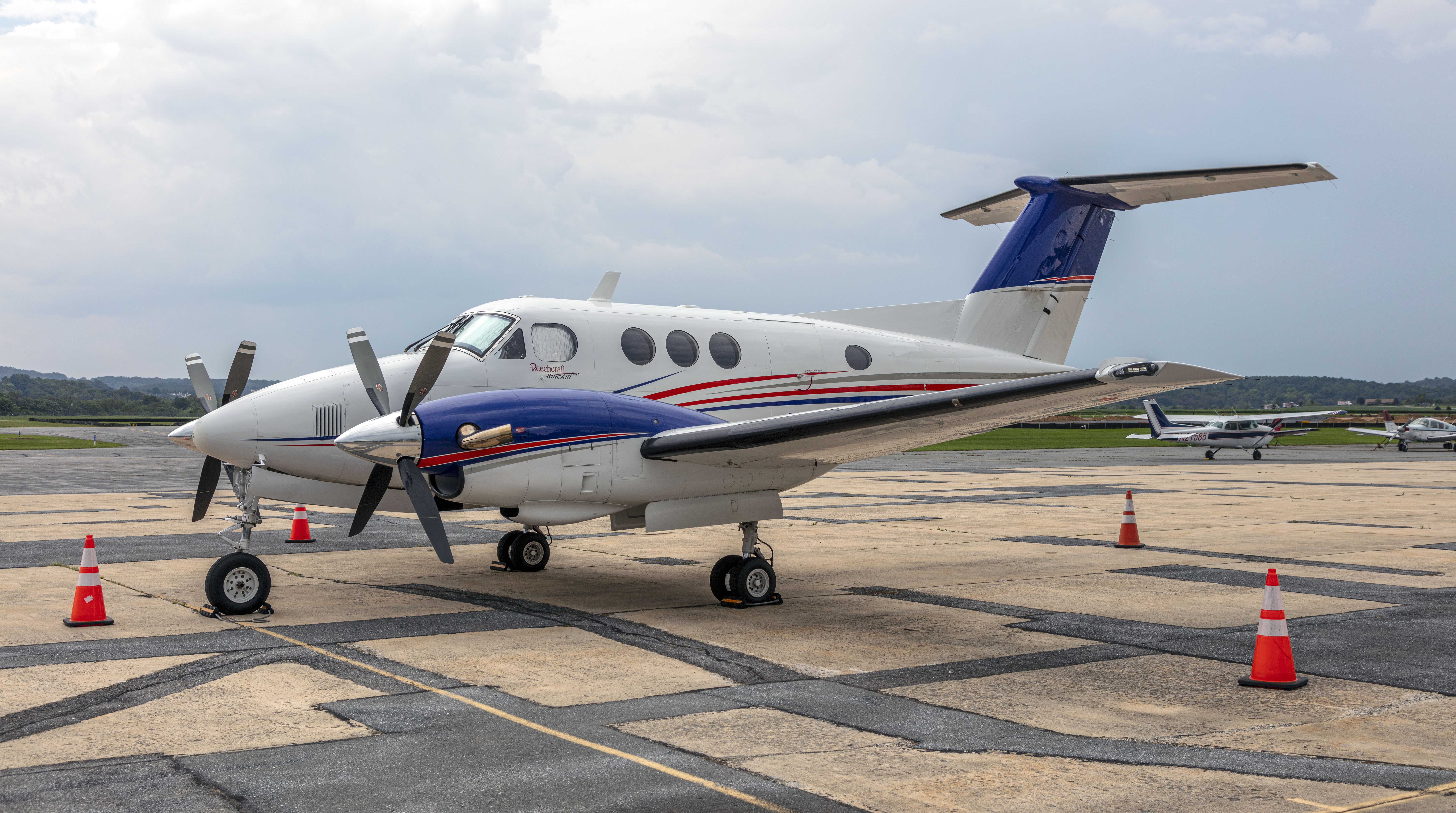
Beechcraft King Air F90 N3809C, similar ao avião destruído

A aeronave sinistrada é um modelo King Air F90, da família Beechcraft King Air, produzida pela empresa Beechcraft Corporation. É um avião bimotor, de pequeno porte, com capacidade para oito pessoas.

## Acidente
O avião decolou do Campo de Marte às 7h17 rumo a Porto Alegre, capital do Rio Grande do Sul, mas cerca de um minuto depois caiu e explodiu na avenida Marquês de São Vicente, na altura do número 1 874, perto da Marginal Tietê, atingindo um ônibus com 30 passageiros e uma parada de ônibus. "O avião bateu em uma árvore e se arrastou pela avenida em alta velocidade, até atingir o veículo", reportou a Band.
"Foi ouvida uma explosão. Uma grande nuvem de fumaça preta pôde ser vista à distância pela cidade", reportou o G1, adicionando que "uma testemunha que estava no local na hora contou que, antes da queda, viu que o avião bateu em uma árvore e começou a despejar querosene". Outro homem disse que “o semáforo estava fechado, então se ele estivesse aberto, a tragédia seria maior, teria pego diversos carros. Estava muito trânsito no momento e a sorte é que o semáforo estava fechado".
"Em entrevista ao vivo para o Primeiro Impacto, o Major da PM Felipe Neves afirmou que tudo indica que o acidente tenha acontecido após uma tentativa de pouso forçado", reportou o SBT.

## Vítimas
As vítimas fatais são ambas gaúchas, o advogado e professor Márcio Louzada Carpena e o piloto Gustavo Carneiro Medeiros. Carpena era o dono do avião, comprado recentemente, já que sua aeronave anterior havia sido inundada nas grandes enchentes no estado em maio de 2024.
Seis pessoas ficaram feridas em terra, incluindo um motoqueiro que passava pelo local. O motorista do ônibus que foi atingido e que pegou fogo foi levado ao hospital devido a uma crise de ansiedade.
O motorista e a cobradora do ônibus teriam sido fundamentais ao ajudar as pessoas a saírem do ônibus, reporta a imprensa. "Uma das últimas pessoas a sair foi a cobradora Janir, que é uma pessoa com deficiência física e ajudou os passageiros a deixarem o ônibus. Ela aparece em desespero no vídeo", reportou o G1. "Agradeço totalmente a Deus por ter conseguido, com as minhas limitações, fazer o correto que estava nas minhas condições", disse ela horas depois. "Não sei bem o que aconteceu, só sei que salvei todo mundo", disse o motorista minutos após o sinistro.

## Investigação
O Cenipa investiga o incidente, mas outro piloto disse que ouviu Medeiros se comunicar com a torre pedindo para voltar imediatamente e que nada mais foi ouvido depois. "Torre, solicito retorno imediato", teria dito.

## Repercussão
O acidente foi noticiado por veículos internacionais como CNN, The New York Times e AP News.